# Davide Plebani
Davide Plebani (né le 24 juillet 1996 à Sarnico en Lombardie) est un coureur cycliste italien. Il participe à des compétitions sur route et sur piste.

## Biographie
Davide Plebani est issu d'une famille passionnée de moto ; ses parents tiennent un bar dans sa ville natale. Il commence le vélo à l'âge de dix ans pour perdre du poids. Il participe également à des courses de motocross, mais abandonne après une chute. 
En 2014, il devient champion d'Italie sur route juniors (moins de 19 ans). En 2016, aux championnats d'Europe espoirs (moins de 23 ans) disputés à domicile, il remporte l'argent sur la poursuite par équipes, avec Simone Consonni, Filippo Ganna et Francesco Lamon. Trois ans plus tard, il remporte la poursuite par équipes de la manche de Coupe du monde de Hong Kong avec Liam Bertazzo, Lamon et Ganna. En 2019, il est médaillé de bronze de poursuite aux mondiaux de Pruszków, en Pologne. Il est également vice-champion d'Europe de poursuite par équipes et décroche deux médailles d'argent aux Jeux européens.
Sur la route, Plebani court pour plusieurs équipes continentales italiennes sans remporter de succès notable. Avec l'équipe nationale, il est médaillé de bronze du relais mixte aux championnats d'Europe de 2020 organisé à Plouay dans le Morbihan.
En 2022, il devient à nouveau vice-champion d'Europe de poursuite par équipes. À la fin de la saison, il raccroche son vélo, en raison de la forte concurrence rencontrée dans son pays qui ne lui permet plus de participer aux Jeux olympiques et aux mondiaux. Sous les conseils du président de la Fédération italienne, Cordiano Dagnoni, il devient pilote en tandem pour paracycliste. 

## Palmarès sur piste

### Championnats du monde
- Pruszków 2019
  -  Médaillé de bronze de la poursuite individuelle[4].
  - 10e de la poursuite par équipes[5]

### Coupe du monde
- 2018-2019
  - 1er de la poursuite par équipes à Hong Kong (avec Francesco Lamon, Liam Bertazzo et Filippo Ganna)
- 2019-2020
  - 3e de la poursuite par équipes à Minsk

### Coupe des nations
- 2021
  - 2e de la poursuite par équipes à Saint-Pétersbourg
  - 3e de la poursuite à Saint-Pétersbourg
- 2022
  - Classement général de la poursuite
  - 2e de la poursuite à Cali
  - 1er de la poursuite par équipes à Cali (avec Jonathan Milan, Liam Bertazzo, Michele Scartezzini et Francesco Lamon)
  - 2e de la poursuite par équipes à Milton

### Championnats d'Europe
| Édition / Épreuve          | Poursuite individuelle | Poursuite par équipes |
| Montichiari 2016 (espoirs) |                        | Argent                |
| Apeldoorn 2019             |                        | Argent                |
| Munich 2022                | Argent                 |                       |

### Jeux européens
| Édition / Épreuve | Poursuite individuelle | Poursuite par équipes |
| Minsk 2019        | Argent                 | Argent                |

### Championnats nationaux
- 2013
  -  Champion d'Italie de poursuite par équipes juniors (avec Giacomo Garavaglia et Giovanni Pedretti)
  -  Champion d'Italie de l'américaine juniors (avec Gianmarco Begnoni)
  -  Champion d'Italie de vitesse par équipes juniors (avec Gianmarco Begnoni et Alberto Dell'Aglio)
- 2016
  - 3e du championnat d'Italie de vitesse par équipes
- 2022
  -  Champion d'Italie de l'américaine (avec Mattia Pinazzi)
  - 3e du championnat d'Italie de poursuite par équipes
  - 3e du championnat d'Italie de vitesse par équipes

### Six Jours
- Fiorenzuola d'Arda : 2019 (avec Michele Scartezzini), 2020 (avec Stefano Moro)

## Palmarès sur route

### Par année
- 2014
  -  Champion d'Italie sur route juniors
  - Piccola Tre Valli Varesine
  - 4e étape des Tre Giorni Orobica
  - 6e du championnat d'Europe sur route juniors
- 2018
  -  Champion d'Italie du contre-la-montre par équipes espoirs[6]
- 2019
  - Coppa Caduti di Reda
  - Trophée Visentini
  - Targa Comune di Castelletto Cervo
- 2020
  -  Médaillé de bronze du championnat d'Europe du relais mixte contre-la-montre
- 2021
  - 2e de la Coppa Caduti Nervianesi

### Classements mondiaux
| Année                                 | 2016  | 2017 | 2018 | 2019 | 2020  |
| ------------------------------------- | ----- | ---- | ---- | ---- | ----- |
| Classement mondial                    | 2675e | nc   | nc   | nc   | 1300e |
| UCI Europe Tour                       | 1800e | nc   | nc   | nc   | 994e  |
|                                       |       |      |      |      |       |
| Légende : nc = non classéSource : UCI |       |      |      |      |       |